# Mária waldeck–pyrmonti hercegnő
Mária waldeck–pyrmonti hercegnő, férjezett Mária württembergi hercegné (németül: Prinzessin Marie zu Waldeck und Pyrmont, teljes nevén Georgine Henriette Marie; Bad Arolsen, 1857. május 23. – Ludwigsburg, 1882. április 30.) waldeck–pyrmonti hercegnő, házassága révén württembergi trónörökös hercegné.

## Élete
Mária Georgina hercegnő 1857 májusában jött világra György Viktor waldeck–pyrmonti uralkodó herceg és Ilona nassau–weilburgi hercegnő harmadik leányaként. Testvérei közé tartozott a későbbi holland királyné, Emma hercegnő és Waldeck–Pyrmont utolsó uralkodója, Frigyes herceg.
1877. február 15-én Mária hercegnő feleségül ment Vilmos württembergi trónörökös herceghez. Vilmos herceg apai és anyai ágról is a Württembergi-házból származott; nagybátyja, Károly württembergi király tette meg őt a trón várományosának, mivel az uralkodónak nem volt saját gyermeke. Mária hercegnő politikailag jelentéktelen uralkodócsaládból származott, de ennek akkor a württembergi közvélemény még nem tulajdonított jelentőséget, lévén hogy Károly király még életben volt. Vilmos herceg és Mária hercegnő frigyéből három gyermek született:
- Paulina Olga hercegnő (1877. december 19. – 1965. május 7.), nőül ment Frigyes Hermann wiedi herceghez
- Ulrich herceg (1880. július 28. – 1880. december 28.), kisgyermekként elhalálozott
- koraszülött leány (1882. április 24.).

A házaspár életét hamar tragédia árnyékolta be, mikor néhány hónapos korában elhunyt egyetlen fiuk, Ulrich herceg. Vilmos herceg trónra kerülését követően Ulrich herceg halála heves vitákat szított a württembergiek körében, mivel a hercegen kívül a királynak nem született más fia, és így az uralkodó kénytelen volt egy katolikus unokaöccsét megtenni trónörökösnek. Egészen addig a Württembergi-ház protestáns ága gyakorolta a királyi hatalmat, de ezzel a lépéssel a katolikus ág kezébe került a nagyobb befolyás. A württembergi protestánsok szándékos merényletet sejtettek Ulrich herceg halála mögött, és az országban közel száz év óta először lángoltak fel a vallási ellentétek. Ezeknek aztán az 1918-as novemberi forradalom vetett véget, mely megszüntette a monarchiát.
Mária trónörökös hercegné 1882. április 24-én egy koraszülött leányt hozott világra, aki még aznap elhunyt. A hercegné hat nap múlva, április 30-án gyermekágyi láz következtében követte a másvilágra gyermekét. A ludwigsburgi palota magántemplomában helyezték örök nyugalomra Ulrich herceg mellé; később férjét és férje második feleségét is oda temették.

## Fordítás
- Ez a szócikk részben vagy egészben a Marie von Waldeck-Pyrmont című német Wikipédia-szócikk ezen változatának fordításán alapul.  Az eredeti cikk szerkesztőit annak laptörténete sorolja fel. Ez a jelzés csupán a megfogalmazás eredetét és a szerzői jogokat jelzi, nem szolgál a cikkben szereplő információk forrásmegjelöléseként.

## Külső hivatkozások
- Életrajzi adatok
- Képek, érdekességek Archiválva 2012. június 12-i dátummal a Wayback Machine-ben (angolul)

1. ↑  p10174.htm#i101735, 2020. augusztus 7.